# Aegidius Gelenius
Aegidius Gelenius (1595–1656) egyházi személyiség, korának tekintélyes kölni történésze, heraldikai író. Olyan román kori forrásokkal is dolgozott, melyek mára már elpusztultak. Egy kései vonalkázási rendszer feltalálója volt.

## Élete
Tanulmányait a mainzi jezsuitáknál kezdte, majd 1614-től mintegy öt éven át Rómában a Collegium Germanicumban filozófiai, egyházjogi, dogmatikai és „archeológiai“ tanulmányokat folytatott. 1619-ben a lateráni templomban szentelték pappá és Perugiában teológiai bakkalaureusi címet szerzett. 1621-ben a kölni Szt. András egyház kanonoka lett, 1623-ban volt a promóciója a kölni teológiai tanszéken, ahol teológiai licenciátusi címet szerzett. 1625–1631 között a Szt. Kristóf egyházban szolgált. 1647-ben a Szt. András egyház tanárrá (Scholaster) választotta. 1650-ben a kölni érsekség felügyelője, majd 1653-ban a kölni nunciatúra audítora lett és halála előtt, 1656-ban osnabrücki püspökké szentelték.

## Műve
Bátyja, Johannes (1585–1631), aki szintén neves egyházi személyiség és kölni történész volt, értékes forrásokat gyűjtött össze a kölni érsekség történetéről egy kimerítő kritikai mű megírása céljából, de ebben korai halála megakadályozta. Halálos ágyán öccse, Aegidius megesküdött neki, hogy befejezi a munkáját. Ezért elhagyta a hivatalát és csak a bátyjának tett ígéret teljesítésére összpontosított. „Csaknem 15 évig“ dolgozott „éjjel és nappal“, hogy a fogaldalmat teljesíteni tudja, melynek eredménye egy 30 kötetes történeti mű lett.
Minden kötet egy-egy külön területtel foglalkozik (templomok, levéltárak, érmek, festmények, az egyetem stb.). Minden szabad idejét ennek a gyűjtőmunkának szentelte. Igyekezett a másolatokat kritikának alávetni és az eredeti forrásokkal dolgozni.
Gelenius a Szt. Kristóf egyházban végzett szolgálatáról való lemondása után sem tudott nyugodtan dolgozni és annyi időt szentelni a művének, mint szerette volna. Különböző arisztokratáktól kapott megbízásokat a katolikus hit felemelésére. 1645-ben Wolfgang Wilhelm herceg kérte fel, a bergi hercegség egyházi intézményeinek vizitátorává, a hiányosságok kiküszöbölése céljából.
Megírta a von Geldern és von Cleve hercegek, a von der Mark grófok történetét, a „limburgi krónikát“, Badeni Jakab történetét, a türingiai grófok krónikáját stb. A gyűjteménynek a Farrago diplomatum et notationum pro historia címet adta. Az 1744-es leltárkor a 12., 19. és 23. kötetek már hiányoztak, illetve más tulajdonba kerültek. A 12. kötetet a De magnitudine Coloniae című kéziratot tartalmazta.

## Heraldikai munkássága

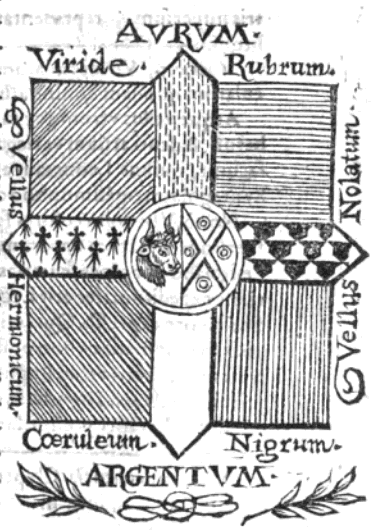
Gelenius vonalkázási táblázata (De admiranda sacra et civili magnitudine Coloniae... Köln 1645. 121. l.)

Fő műve, a De admiranda sacra et civili magnitudine Coloniae… 1645-ben jelent meg. A városi tanácsosoktól 1644-ben kért engedélyt a  kinyomtatására, majd a cenzúra jóváhagyása után mű meg is jelenhetett, mely sok ma már elveszett forrás egyetlen lelőhelye.  Noha műve kora szemléletét tükrözi és túl széles a tárgyköre, szigorú kritikája és szorgalmas munkával összegyűjtött forrásanyaga miatt azonban mindig maradandó műnek fog számítani.
Geleniusra nagy hatással volt Petra Sancta, akivel Kölnben többször is személyesen találkozhatott. A rajnai területek nemességének régiségeit és címereit is tanulmányozta. A címerábrák alapján összeállított rajnai címerkönyvet is szerkesztett. Fent ismertetett művét Philipp Jacob Spener is gyakran idézte az Insignium theoria (1690) című könyvében. Vonalkázási rendszere csak két pontban egyezik Petra Sancta színjelölésével, azonban teljesen azonos Christophe Butkens vonalkázásával.